# Teudis geminus
Teudis geminus is een spinnensoort in de taxonomische indeling van de buisspinnen (Anyphaenidae).
Het dier behoort tot het geslacht Teudis. De wetenschappelijke naam van de soort werd voor het eerst geldig gepubliceerd in 1911 door Alexander Petrunkevitch.